# Kardynałowie z nominacji Leona X
Papież Leon X (1513–1521) mianował 42 kardynałów na 8 konsystorzach.
Konsystorz z 1 lipca 1517, na którym mianowano 31 nowych kardynałów, był największą promocją kardynalską w historii przed rokiem 1946. Miał on na celu złamanie opozycji wobec Leona X w Kolegium Kardynalskim. Leon X, wprowadzając aż tylu nowych ludzi do tego gremium, spowodował zarazem jego osłabienie jako konkurencyjnego wobec papieża ośrodka władzy w Kościele. Od tego czasu w zasadzie nie dochodziło już do poważnych konfliktów na linii papież – Kolegium Kardynałów, charakterystycznych dla poprzednich trzech stuleci.

## 23 września  1513
Kościoły tytularne nadane zostały 29 września 1513
1. Lorenzo Pucci, biskup Melfi, datariusz papieski – kardynał prezbiter Ss. IV Coronati, następnie kardynał prezbiter S. Lorenzo in Damaso (18 grudnia 1523), kardynał biskup Albano (15 czerwca 1524) i kardynał biskup Palestriny (24 lipca 1524), zm. 16 września 1531
2. Giulio de’ Medici, kuzyn papieża, arcybiskup Florencji – kardynał diakon S. Maria in Domnica, następnie kardynał prezbiter S. Clemente (2 czerwca 1517), kardynał prezbiter S. Lorenzo in Damaso (6 lipca 1517), od 19 listopada 1523 papież Klemens VII, zm. 25 września 1534
3. Bernardo Dovizi da Bibbiena, skarbnik generalny Kamery Apostolskiej, protonotariusz apostolski – kardynał diakon S. Maria in Portico, zm. 1 listopada 1520
4. Innocenzo Cibo, siostrzeniec papieża, protonotariusz apostolski – kardynał diakon Ss. Cosma e Damiano, następnie kardynał diakon S. Maria in Domnica (26 czerwca 1517), kardynał diakon S. Maria in Via Lata (28 lutego 1550), zm. 13 kwietnia 1550

## 10 września 1515
1. Thomas Wolsey, arcybiskup Yorku – kardynał prezbiter S. Cecilia, zm. 29 listopada 1530

## 14 grudnia 1515
1. Adrian Gouffier de Boissy, biskup Coutances – kardynał prezbiter Ss. Marcellino e Pietro, następnie kardynał prezbiter S. Sabina (1518)[1], zm. 24 lipca 1523

## 1 kwietnia 1517
Kościoły tytularne nadane zostały 25 maja 1517
1. Antoine Bohier du Prat OSB, arcybiskup Bourges – kardynał prezbiter S. Anastasia, zm. 27 listopada 1519
2. Guillaume III de Croÿ, biskup Cambrai – kardynał diakon S. Maria in Aquiro, zm. 6 stycznia 1521

## 1 lipca 1517
1. Francesco Conti, arcybiskup elekt Conzy – kardynał prezbiter S. Vitale (tytuł nadany 6 lipca 1517), zm. 29 czerwca 1521
2. Giovanni Piccolomini, arcybiskup Sieny – kardynał prezbiter S. Sabina (tytuł nadany 6 lipca 1517), następnie kardynał prezbiter S. Balbina (1518)[1], kardynał biskup Albano (24 lipca 1524), kardynał biskup Palestriny (22 września 1531), kardynał biskup Porto e S. Rufina (26 września 1533), kardynał biskup Ostia e Velletri (26 lutego 1535), zm. 21 listopada 1537
3. Giovanni Domenico de Cupis, protonotariusz apostolski – kardynał prezbiter S. Giovanni a Porta Latina (tytuł nadany 6 lipca 1517), następnie kardynał prezbiter S. Apollinare (17 sierpnia 1524), kardynał prezbiter S. Lorenzo in Lucina (24 maja 1529), kardynał biskup Albano (22 września 1531), kardynał biskup Sabiny (16 grudnia 1532), kardynał biskup Porto e S. Rufina (26 lutego 1535), kardynał biskup Ostia e Velletri (28 listopada 1537), zm. 10 grudnia 1553
4. Niccolò Pandolfini, biskup Pistoia – kardynał prezbiter S. Cesareo (tytuł nadany w 1517), zm. 17 września 1518
5. Raffaele Petrucci, biskup Grosseto – kardynał prezbiter S. Susanna (tytuł nadany 26 grudnia 1517), zm. 11 grudnia 1522
6. Andrea della Valle, biskup Mileto – kardynał prezbiter S. Agnese in Agone (tytuł nadany 6 lipca 1517), następnie kardynał prezbiter S. Prisca (5 lutego 1518?), kardynał biskup Albano (21 kwietnia 1533), kardynał biskup Palestriny (12 grudnia 1533), zm. 4 sierpnia 1534
7. Bonifacio Ferrero, biskup Ivrei – kardynał prezbiter Ss. Nereo ed Achilleo (tytuł nadany 6 lipca 1517), następnie kardynał biskup Albano (12 grudnia 1533), kardynał biskup Palestriny (5 września 1534), kardynał biskup Sabiny (26 lutego 1535), kardynał biskup Porto e S. Rufina (28 listopada 1537), zm. 2 stycznia 1543
8. Giovanni Battista Pallavicino, biskup Cavaillon – kardynał prezbiter S. Apollinare (tytuł nadany 6 lipca 1517), zm. 13 sierpnia 1524
9. Scaramuccia Trivulzio, biskup Como – kardynał prezbiter S. Ciriaco e Ss. Quirico e Giulitta (tytuł nadany 6 lipca 1517), zm. 3 sierpnia 1527
10. Pompeo Colonna, biskup Rieti – kardynał prezbiter Ss. XII Apostoli (tytuł nadany 13 listopada 1517), następnie kardynał prezbiter S. Lorenzo in Damaso (1531)[2], zm. 28 czerwca 1532
11. Domenico Giacobazzi, biskup Nocery – kardynał prezbiter S. Lorenzo in Panisperna (tytuł nadany 6 lipca 1517), następnie kardynał prezbiter S. Bartolomeo all'Isola (10 lipca 1517), kardynał prezbiter S. Clemente (20 sierpnia 1519), zm. 2 lipca 1527
12. Louis de Bourbon de Vendôme, biskup Laon – kardynał prezbiter S. Silvestro in Capite (tytuł nadany w 1517), następnie kardynał prezbiter S. Sabina (1524)[3], kardynał biskup Palestriny (24 lutego 1550), zm. 13 marca 1557
13. Lorenzo Campeggio, biskup elekt Feltre – kardynał prezbiter S. Tommaso in Parione (tytuł nadany 24 stycznia 1518), następnie kardynał prezbiter S. Anastasia (grudzień 1519), kardynał prezbiter S. Maria in Trastevere (27 kwietnia 1528), kardynał biskup Albano (5 września 1534), kardynał biskup Palestriny (26 lutego 1535), kardynał biskup Sabiny (28 listopada 1537), zm. 19 lipca 1539
14. Ferdinando Ponzetti, biskup Molfetty – kardynał prezbiter S. Pancrazio (tytuł nadany 6 lipca 1517), zm. 9 września 1527
15. Luigi de’ Rossi, kuzyn papieża, protonotariusz apostolski – kardynał prezbiter S. Clemente (tytuł nadany 6 lipca 1517), zm. 20 sierpnia 1520
16. Silvio Passerini, protonotariusz apostolski, datariusz papieski, administrator diecezji Cortona – kardynał prezbiter S. Lorenzo in Lucina (tytuł nadany 6 lipca 1517), następnie kardynał prezbiter S. Pietro in Vincoli (17 września 1520) i ponownie kardynał prezbiter S. Lorenzo in Lucina (5 stycznia 1521), zm. 20 kwietnia 1529
17. Francesco Armellini Pantalassi de’ Medici, adoptowany krewny papieża, protonotariusz apostolski, kleryk Kamery Apostolskiej – kardynał prezbiter S. Callisto (tytuł nadany 6 lipca 1517), następnie kardynał prezbiter S. Maria in Trastevere (22 listopada 1523), zm. 25 października 1527
18. Adriaan van Utrecht, biskup Tortosy, wielki inkwizytor Aragonii, koregent Hiszpanii – kardynał prezbiter Ss. Giovanni e Paolo (tytuł nadany w 1517), od 9 stycznia 1522 papież Hadrian VI, zm. 14 września 1523
19. Tommaso Vio OP, generał zakonu dominikanów – kardynał prezbiter S. Sisto (tytuł nadany 6 lipca 1517), następnie kardynał prezbiter S. Prassede (14 marca 1534), zm. 10 sierpnia 1534
20. Egidio di Viterbo OSA, generał zakonu augustianów – kardynał prezbiter S. Bartolomeo all'Isola (tytuł nadany 6 lipca 1517), następnie kardynał prezbiter S. Matteo in Merulana (10 lipca 1517), kardynał prezbiter S. Marcello (9 maja 1530), zm. 12 listopada 1532
21. Cristoforo Numai OFMObs, generał zakonu franciszkanów – kardynał prezbiter S. Matteo in Merulana (tytuł nadany 6 lipca 1517), następnie kardynał prezbiter S. Maria in Aracoeli (10 lipca 1517), zm. 23 marca 1528
22. Guillén-Ramón de Vich y de Vallterra, protonotariusz apostolski – kardynał prezbiter S. Marcello (tytuł nadany 13 listopada 1517), zm. 27 lipca 1525
23. Franciotto Orsini, protonotariusz apostolski – kardynał diakon S. Giorgio in Velabro (tytuł nadany 6 lipca 1517), następnie kardynał diakon S. Maria in Cosmedin (1519), zm. 10 stycznia 1534
24. Paolo Emilio Cesi, protonotariusz apostolski – kardynał diakon S. Nicola inter Imagines (tytuł nadany 6 lipca 1517), następnie kardynał diakon S. Eustachio (1519), zm. 5 sierpnia 1537
25. Alessandro Cesarini, protonotariusz apostolski – kardynał diakon Ss. Sergio e Bacco (tytuł nadany 6 lipca 1517), następnie kardynał diakon S Maria in Via Lata (14 grudnia 1523), kardynał biskup Albano (31 maja 1540), kardynał biskup Palestriny (14 listopada 1541), zm. 13 lutego 1542
26. Giovanni Salviati, protonotariusz apostolski – kardynał diakon Ss. Cosma e Damiano (tytuł nadany 13 listopada 1517), następnie kardynał biskup Albano (8 stycznia 1543), kardynał biskup Sabiny (17 października 1544), kardynał biskup Porto e S. Rufina (8 października 1546), zm. 28 października 1553
27. Nicolò Ridolfi, protonotariusz apostolski – kardynał diakon Ss. Vito e Modesto (tytuł nadany 6 lipca 1517), następnie kardynał diakon S. Maria in Cosmedin (19 stycznia 1534), kardynał diakon S. Maria in Via Lata (31 maja 1540), zm. 31 stycznia 1550
28. Ercole Rangone, protonotariusz apostolski – kardynał diakon S. Agata (tytuł nadany 6 lipca 1517), zm. 25 sierpnia 1527
29. Agostino Trivulzio, protonotariusz apostolski] – kardynał diakon S. Adriano (tytuł nadany 6 lipca 1517), następnie kardynał diakon S. Eustachio (17 sierpnia 1537) i ponownie kardynał diakon S. Adriano (6 września 1537), zm. 30 marca 1548
30. Francesco Pisani, protonotariusz apostolski – kardynał diakon S. Teodoro (tytuł nadany 22 października 1518), następnie kardynał diakon S. Maria in Portico (1521), kardynał diakon S. Marco (27 stycznia 1528), kardynał biskup Albano (29 maja 1555), kardynał biskup Frascati (20 września 1557), kardynał biskup Porto e S. Rufina (18 maja 1562), kardynał biskup Ostia e Velletri (12 maja 1564), zm. 28 czerwca 1570
31. Afonso de Portugal, protonotariusz apostolski, biskup elekt Idany, syn króla Portugalii Manuela I[4] – kardynał diakon S. Lucia in Septisolio (tytuł nadany 15 maja 1518, pełnoprawny od 23 kwietnia 1522), następnie kardynał prezbiter Ss. Giovanni e Paolo (13 sierpnia 1535), zm. 21 kwietnia 1540

## 24 marca 1518
1. Albrecht von Brandenburg, arcybiskup Magdeburga i Moguncji – kardynał prezbiter S. Crisogono (tytuł nadany 5 lipca 1518), następnie kardynał prezbiter S. Pietro in Vincoli (5 stycznia 1521), zm. 24 września 1545

## 28 maja 1518
1. Jean de Lorraine, biskup Metz – kardynał diakon S. Onofrio (tytuł nadany 7 stycznia 1519), zm. 10 maja 1550

## 9 sierpnia 1521
1. Eberhard von der Mark, biskup Chartres – kardynał prezbiter S. Crisogono, zm. 27 lutego 1538